# Batalla de Panorm
La batalla de Panorm va enfrontar l'exèrcit consular romà dirigit per Luci Cecili Metel i els cartaginesos dirigits per Hàsdrubal l'any 251 aC en la Primera Guerra Púnica. La victòria va permetre a Roma aconseguir el control de Panorm (avui Palerm) durant la guerra.

## Preludi
Cap a finals de 252 aC o principis de 251 aC, Cartago havia sufocat la revolta a l'Àfrica i havia enviat un exèrcit sota el comandament d'Hàsdrubal, fill d'Hannó, a Sicília. Hàsdrubal va ser present en la batalla del riu Bàgradas amb el general mercenari espartà Xantip, i va aprendre molt de les seves experiències. Segons Polibi, Hàsdrubal va vagar per la regió occidental de Sicília al voltant de les ciutats de Lilibèon i Selinunt sense oposició romana, mantenint-se en terreny muntanyós durant dos anys.
Tanmateix, Hàsdrubal aviat va elegir atacar un exèrcit consular romà sota comandament del cònsol Luci Cecili Metel, que recollia la collita al voltant de Panorm. Hàsdrubal va marxar amb els seus homes i elefants a través de la vall de l'Oretos cap a Panorm. Aquesta operació sembla raonable a causa que el segon exèrcit consular es dirigia a Roma i les condicions eren favorables per a una emboscada.

## Batalla
Havent causat la retirada dels romans darrere dels murs de Panorm i fent estralls posteriorment en el camp, les forces d'Hàsdrubal van anar cap a la ciutat sortint de la vall i travessant el riu Oretos. Luci Cecili Metel llavors va donar ordres per assetjar avantguardes cartagineses i per descarregar les seves javelines sobre els elefants. Per fer això, les tropes lleugeres romanes van prendre asil a les rases que van envoltar la ciutat. El comandant dels elefants cartaginesos, creient que la resistència es debilitava, va avançar per dispersar les tropes lleugeres. Els elefants van quedar exposats a les javelines i projectils, que van ser descarregats sobre ells des de les parets de la ciutat i les tropes lleugeres atrinxerades. Els elefants van entrar en pànic i van girar sobre si mateixos, carregant sobre les seves pròpies files. En aquest punt, Metel i les seves legions es van disposar fora d'una porta de la ciutat davant el flanc esquerre de l'exèrcit cartaginès. Mentre els cartaginesos fugien dels seus propis elefants, Metel va ordenar a les legions carregar sobre aquest costat.
Aquesta maniobra va trencar la línia cartaginesa i els va conduir a la derrota. Tanmateix, els romans no van perseguir l'exèrcit que fugia, sinó que van capturar algun elefant, que seria sacrificat més endavant al circ de Roma.

## Conseqüències
Com era costum després d'una derrota, Hàsdrubal va ser cridat a Cartago per ser executat. El seu successor, Adhèrbal, va decidir que Selinunt no podia estar més a la guarnició i tenir la ciutat destruïda. A excepció de la guerra de guerrilles d'Hamílcar Barca aquesta derrota va marcar el final de la principal campanya cartaginesa a Sicília.